# Mount Drewry
Mount Drewry ist ein 2910 m hoher und markanter Berg in der antarktischen Ross Dependency. In der Königin-Alexandra-Kette des Transantarktischen Gebirges ragt er zwischen dem Bingley-Gletscher und dem Cherry-Eisfall an der Westflanke des Beardmore-Gletschers auf.
Die vierköpfigen Südgruppe der Nimrod-Expedition (1907–1909) unter der Leitung des britischen Polarforschers Ernest Shackleton entdeckte den Berg am 13. Dezember 1908 und kartierte ihn grob. Das Advisory Committee on Antarctic Names benannte ihn 1986 nach dem britischen Glaziologen und Geophysiker David John Drewry (* 1947), von 1984 bis 1987 Direktor des Scott Polar Research Institute (SPRI) und von 1987 bis 1994 Leiter des British Antarctic Survey, der von 1967 bis 1979 maßgeblich am gemeinsamen luftunterstützten Echolotungsprogramm des SPRI, der National Science Foundation und Dänemarks Technischer Universität in Antarktika beteiligt war.